# Impatiens pygmaea
Impatiens pygmaea är en balsaminväxtart som beskrevs av Joseph Dalton Hooker. Impatiens pygmaea ingår i släktet balsaminer, och familjen balsaminväxter. Inga underarter finns listade i Catalogue of Life.